# Psilocladus miltoderus
Psilocladus miltoderus is een keversoort uit de familie glimwormen (Lampyridae). De wetenschappelijke naam van de soort werd voor het eerst geldig gepubliceerd in 1846 door Blanchard in Brullé.